# Museu Húngaro de História Natural

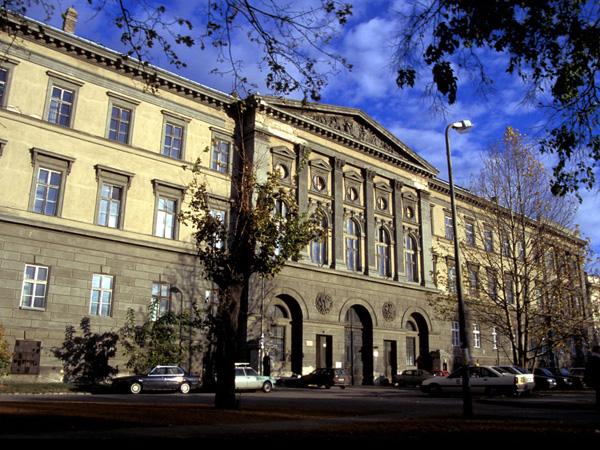
Academia Ludovika, Budapeste, atual local do museu

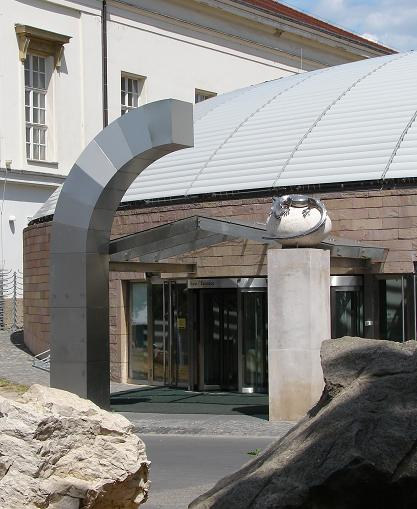
A entrada principal das exposições na Praça Ludovika

O Museu Húngaro de História Natural ( húngaro:  Magyar Természettudományi Múzeum ) em Budapeste, que remonta a 1802, abriga as maiores coleções de história natural da Hungria e da região.

## História do museu

### Fundação
Em 1802, o conde Ferenc Széchényi ofereceu a sua biblioteca e a sua coleção numismática em benefício da nação húngara, de modo a estabelecer a base de uma futura biblioteca nacional e de um centro científico e educativo. Esta fundação deu origem ao Museu Nacional Húngaro (e à Biblioteca Széchényi ). Dentro do museu, a coleção mineral de Julianna Festetics, a esposa do conde, serviu de origem às futuras coleções de história natural.
A primeira coleção paleontológica foi um presente do arquiduque Rainer em 1811, e a primeira coleção zoológica foi comprada no mesmo ano. Em 1818 o herbário do falecido Pál Kitaibel foi oferecido ao museu, dando origem ao departamento de Botânica.
Na época da revolução da Hungria contra o Império Austríaco em 1848, a coleção mineral abrigava cerca de 13.000 exemplares e a coleção zoológica cerca de 35.000 exemplares. No período após a queda da revolução, contudo, a única grande mudança foi a aquisição das coleções da Sociedade Real Húngara de História Natural em 1856.
A partir de 1870, o Museu Nacional Húngaro passou a ter departamentos separados de zoologia, botânica e mineralogia. O tamanho dessas coleções ultrapassava 1 milhão de exemplares no final do século XIX.

### Guerras Mundiais
Em 1927, quando Budapeste acolheu o Décimo Congresso Mundial de Zoologia, a colecção de insectos albergava cerca de 3 milhões de espécimes, pelo que teve de ser transferida para um edifício na Rua Baross. As coleções cada vez maiores eram demasiado lotadas e difíceis de manter no âmbito do Museu Nacional, pelo que o Museu de História Natural parcialmente separado foi criado em 1933.
A maioria das coleções botânicas morreu durante a guerra.

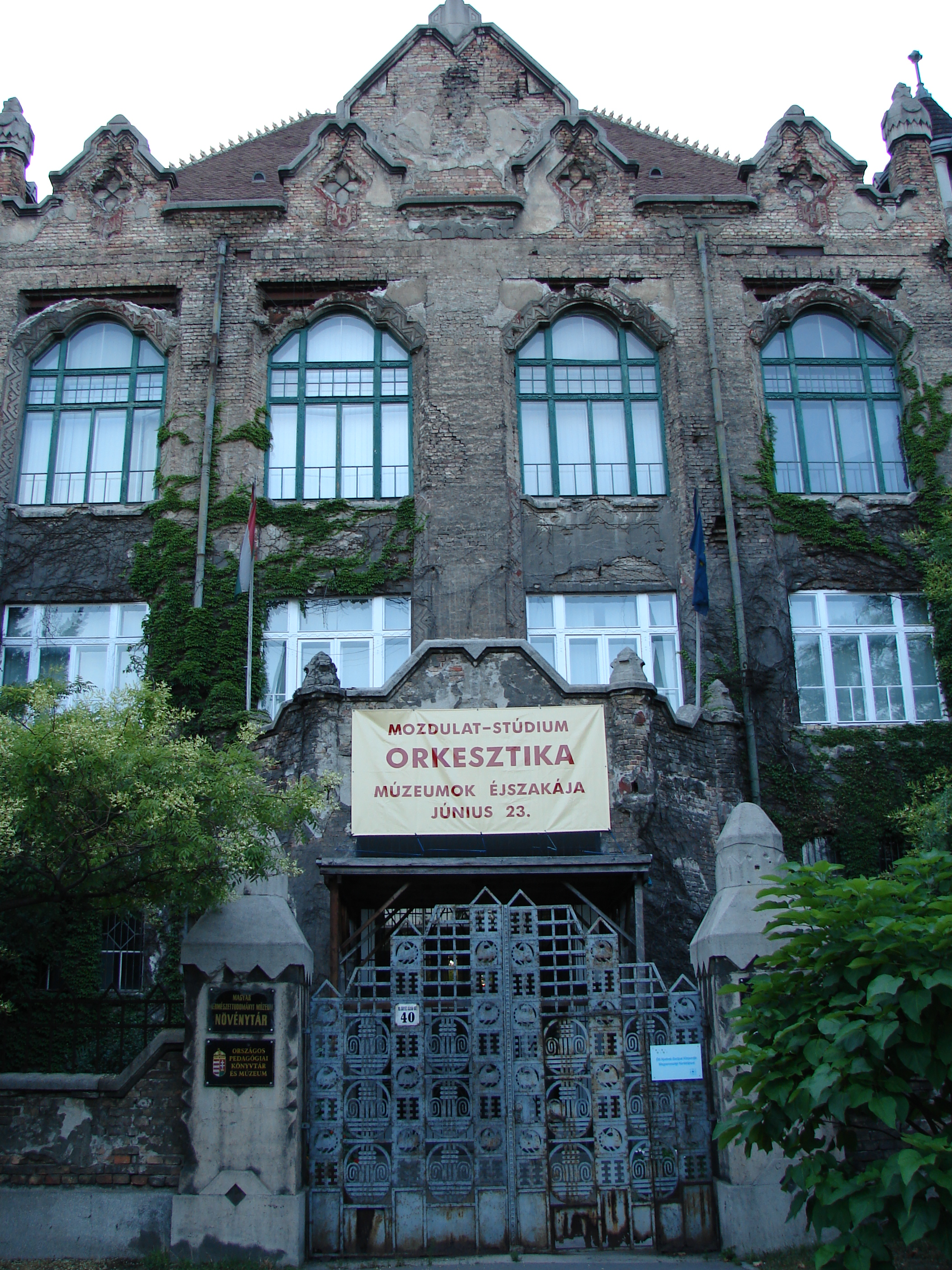
As coleções botânicas ainda estão abrigadas neste edifício histórico na rua Könyves Kálmán, mas não estão abertas à visitação

### Depois da Segunda Guerra Mundial
Logo após a guerra, o museu abriu o seu Departamento de Antropologia, que hoje é uma das dez maiores coleções da Europa.
A investigação reiniciada neste período centrou-se principalmente na flora e fauna húngaras.
Durante a revolução de 1956 contra a ocupação soviética, tiros de artilharia atingiram o edifício principal do Museu Nacional. A exposição África e a maioria das coleções mineralógicas e paleontológicas pereceram. Além disso, o edifício da Baross Street também foi atingido alguns dias depois. 36.000 aves empalhadas, 22.000 ovos de aves, 13.000 peixes, 40.000 anfíbios e répteis, 500.000 moluscos, 60.000 libélulas e 200.000 dípteros foram queimados, juntamente com 100.000 volumes de livros científicos e reimpressões. (Muitos dos espécimes animais foram mantidos em álcool.)
Poucos anos após a queda da revolução, Zsigmond Széchenyi fez expedições de caça à África para substituir o que foi perdido na exposição de África, pelo menos parcialmente. A partir das décadas de 1960 e 1970, os pesquisadores do museu fizeram viagens frequentes aos aliados soviéticos do terceiro mundo, como Coreia do Norte, Vietnã, Cuba e Mongólia, de modo que agora o museu abriga coleções consideráveis referentes à flora e fauna desses países até o presente. .
Em 1979, o Departamento de Botânica mudou-se para um edifício histórico projetado por Ödön Lechner, um dos mais prestigiados arquitetos do país.

## História contemporânea
O Museu de História Natural, a partir do Museu Nacional, não tinha espaço expositivo separado até o início da década de 1990, e as coleções cresciam continuamente, de modo que todo o espaço disponível ficou novamente superlotado. O governo húngaro decidiu transferir o museu para o edifício da Academia Ludovika : um local histórico construído originalmente como Academia Militar da Hungria. As reformas desses edifícios desgastados foram iniciadas, mas em 2007 não haviam sido concluídas.
Os Departamentos de Antropologia, Mineralogia e Petrologia, Geologia e Paleontologia e a Biblioteca já estão instalados em Ludovika. Além disso, as coleções de aves e mamíferos do departamento de Zoologia, do Laboratório de Genética Molecular, do Grupo de Pesquisa Paleontológica e do Grupo de Pesquisa em Ecologia Animal da Academia Húngara de Ciências-Museu de História Natural Húngaro também são encontradas aqui.
As exposições foram inauguradas nos edifícios Ludovika (Budapeste, Praça Ludovika 2 – 6) em 1996. Aberto das 10h00 – 18h00 todos os dias, exceto terça-feira.
Em 2015, o museu recebeu uma múmia identificada como sendo de um monge, Liuquan, mestre budista da Escola Médica Chinesa, proveniente do Museu Drents, em Amersfoort. Ele estará em exibição até maio de 2015. A múmia estava contida dentro de uma estátua de Buda que datava do século XI ou XII.  

## Funções
O museu tem as seguintes responsabilidades:
- manter e ampliar coleções,
- realizar pesquisas científicas, principalmente em áreas relacionadas às coleções,
- apresentar ao público coleções e resultados de pesquisas por meio de exposições permanentes e temporárias.

Os principais Departamentos:
- Departamento de Antropologia
- Departamento de Zoologia
- Departamento de Botânica
- Departamento de Mineralogia e Petrologia
- Departamento de Geologia e Paleontologia
- Biblioteca

Além disso, o Departamento de Educação e Exposições é responsável pelo planeamento e construção de exposições, pela organização de programas interativos e amigáveis aos visitantes, e também pelo avanço das atividades educativas baseadas no museu.

## Publicações
O museu publica vários livros e quatro periódicos, incluindo Acta Zoologica Academiae Scientiarum Hungaricae .

## links externos
- Site oficial do Museu de História Natural Húngaro — (em inglês)

47° 28′ 56″ N, 19° 05′ 08″ L
1. ↑  Van Jaarsveldt, Janene, 1000-year-old Chinese Mummy Gets CT Scan in Amersfoort, NL Times, NL, December 9, 2014
2. ↑  Jobson, Christopher, CT Scan of 1,000-Year-Old Buddha Statue Reveals Mummified Monk Hidden Inside, Colossal, February 21, 2015